# Xandarasterope trux
Xandarasterope trux is een mosselkreeftjessoort uit de familie van de Cylindroleberididae. De wetenschappelijke naam van de soort is voor het eerst geldig gepubliceerd in 1996 door Kornicker in Kornicker & Poore.